# 未来学家
未来学家（英語：Futurists），专业或兴趣是未来学的人，他们试图系统地探索关于未来的预测和可能性，以及它们如何从现在出现，无论是人类社会的预测还是地球上的一般生活。